# Bennie Hofs
Ben "Bennie" Hofs (Arnhem, 2 november 1946 – aldaar, 4 juni 2017) was een Nederlands voetballer. Als voetballer kwam Hofs alleen uit voor Vitesse, waar hij in de periode van 1962 tot 1979 onder contract stond. Hij vormde jarenlang met Henk Bosveld het echte Arnhemse gezicht van Vitesse.
Hofs is de broer van Henk Hofs (eveneens Vitesse) en de oom van Nicky Hofs (Vitesse).
Hofs woonde van jongs af aan in de Arnhemse volkswijk Klarendal. Hij begon met voetballen bij de jeugd van volksclub Arnhemse Boys en later meldde hij op zijn zestiende zich aan bij de elitaire voetbalclub Vitesse. In zijn eerste jaar speelde Hofs bij de jeugdselectie en het seizoen er na ging hij af en toe al met het tweede en zelfs een enkele keer met de eerste mee. Op 22 november 1964 debuteerde hij, op achttienjarige leeftijd, in het eerste van Vitesse in een uitwedstrijd bij PEC. Hofs maakte ook regelmatig deel uit van de nationale jeugdselectie van de KNVB en Jong Oranje. Met deze ploeg speelde hij af en toe oefenwedstrijden tegen het Nederlands Elftal. In een thuiswedstrijd op 22 september 1968 tegen SC Cambuur probeerde Hofs de trainer van de tegenpartij Jan Bens van het veld te weren die naar een geblesseerde speler rende. Bens, een ervaren bokser, gaf Hofs een paar rake klappen waarna de trainer en zijn elftal moesten rennen voor hun leven toen de woedende Arnhemse supporters het veld bestormden. 

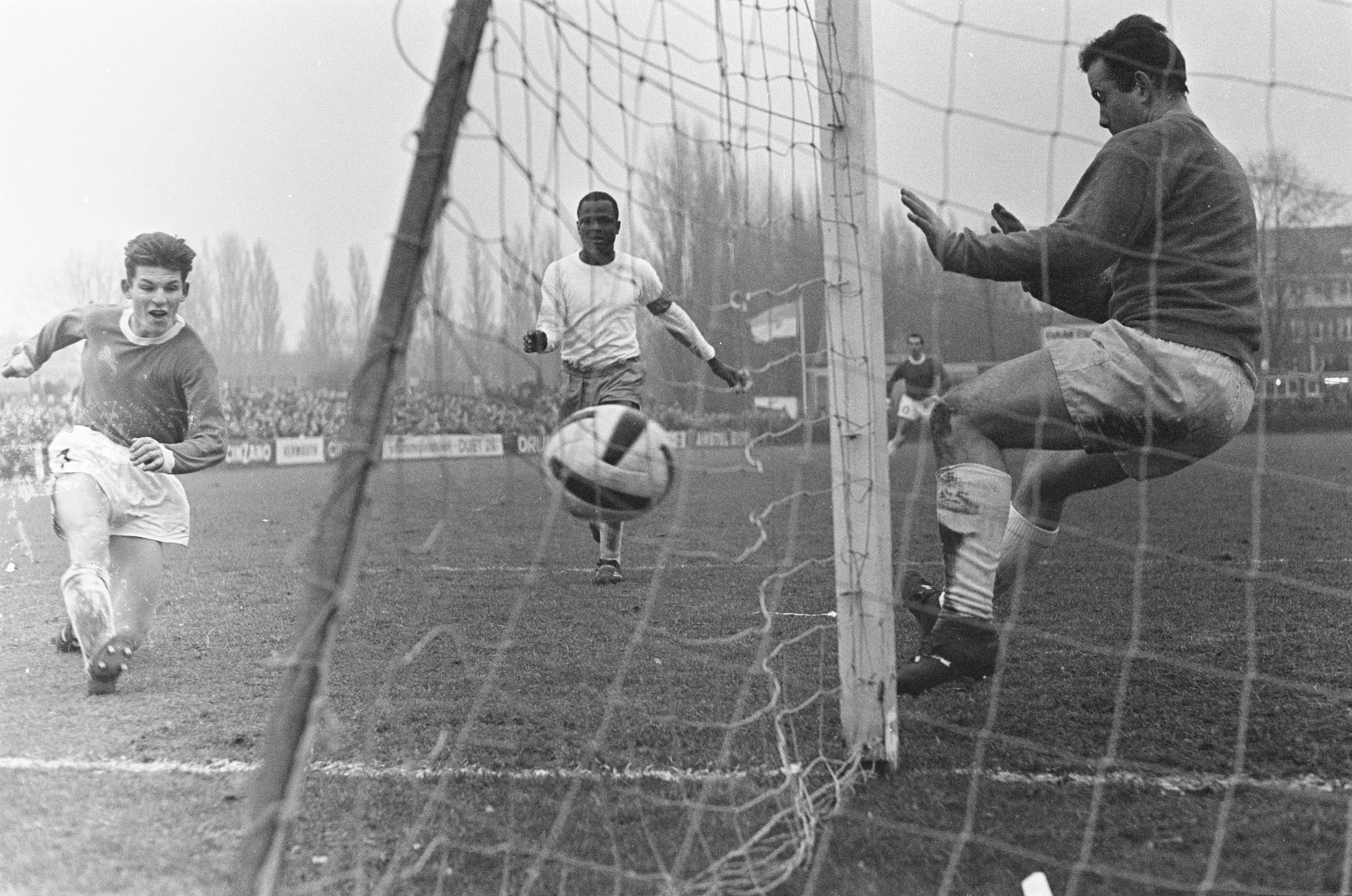
Hofs tegen Blauw-Wit (febr. 1968)

In 1966 werd het kampioenschap van de Tweede Divisie behaald en volgde er promotie naar de Eerste divisie. Door een gelukkig toeval promoveerde Vitesse zelfs in 1971 naar de Eredivisie. Vitesse profiteerde van het feit dat ADO en Holland Sport fuseerden tot FC Den Haag, waardoor er een plek vrijkwam in de Eredivisie. Op 19 mei 1972 verloor Hofs met Vitesse uit tegen de landskampioen Ajax met 12-1. De nederlaag is de grootste uit de clubhistorie van Vitesse. Vitesse eindigde op de 18e en tevens laatste plek door maar 17 punten te halen, evenveel als de nummer 17 FC Volendam, wiens doelsaldo echter beter dan dat van Vitesse was. Diverse keren nam Vitesse deel aan de nacompetitie, maar promotie zat er niet in. In 1977 werd onder leiding van trainer Henk Wullems het kampioenschap van de Eerste divisie behaald. Hofs speelde uiteindelijk als middenvelder zijn gehele carrière voor Vitesse, in totaal 17 jaar. In 1979 moest hij noodgedwongen stoppen met profvoetbal door een kapotte knie. Zijn laatste wedstrijd speelde hij op 4 juni 1979 tegen FC Utrecht (1-1 gelijk).
Na zijn voetbalcarrière begon Hofs een snackbar Nieuw-Klarendal op de Klarendalseweg, die op 23 maart 1977 door Willem van Hanegem werd geopend. Sinds zijn terugtrekking uit het professionele voetbal verdiende hij hier samen met zijn vrouw de kost mee. In juli 2007 stopte hij na ruim 30 jaar met de snackbar. De laatste jaren van zijn leven woonde Hofs in de wijk Alteveer, vlak bij het Nederlands Openluchtmuseum.
Ben Hofs wordt beschouwd als een belangrijk symbool voor zowel Vitesse als voor Klarendal. Mede door zijn rol in het eerste voetbalteam van Vitesse groeide hij uit tot een van de boegbeelden van de club. In 2011 werd Hofs tot erelid benoemd. Van Vitesse ontving hij de decoratie Zilveren Vitessenaar. In het kader van 60 jaar Eredivisie in 2016, verrichten clubiconen in speelronde 5 de aftrap van de Eredivisiewedstrijden. Bij de uitwedstrijd van Vitesse tegen Ajax werd Hofs namens de Arnhemmers naar voren geschoven. Op zondag 14 mei 2017, bij het 125-jarig jubileum van de club, betrad Hofs als een van de Vitessehelden het veld.
Op 4 juni 2017 overleed Hofs in zijn geliefde volkswijk Klarendal. Zijn dood kwam voor de buitenwereld nogal onverwacht, maar in kleine kring was bekend dat hij een zeldzame bloedziekte had. Aan de gevolgen daarvan overleed hij. Op 8 juni werd in het Supportershome Monnikenhuize officieel afscheid genomen van Hofs. Hij werd in besloten kring gecremeerd op Moscowa.

## Carrièrestatistieken
| Seizoen         | Club            | Land            | Competitie       | Competitie | Competitie | Beker | Beker | Internationaal | Internationaal | Overig | Overig | Totaal | Totaal |
| Seizoen         | Club            | Land            | Competitie       | Wed.       | Dlp.       | Wed.  | Dlp.  | Wed.           | Dlp.           | Wed.   | Dlp.   | Wed.   | Dlp.   |
| --------------- | --------------- | --------------- | ---------------- | ---------- | ---------- | ----- | ----- | -------------- | -------------- | ------ | ------ | ------ | ------ |
| 1964/65         | Vitesse         | Nederland       | Tweede divisie A | 10         | 0          | –     | 0     | 0              | 0              | 0      | 0      | –      | 0      |
| 1965/66         | Vitesse         | Nederland       | Tweede divisie A | 28         | 7          | –     | 0     | 0              | 0              | 0      | 0      | –      | 7      |
| 1966/67         | Vitesse         | Nederland       | Eerste divisie   | 30         | 4          | –     | 0     | 0              | 0              | 0      | 0      | –      | 4      |
| 1967/68         | Vitesse         | Nederland       | Eerste divisie   | 34         | 3          | –     | 0     | 0              | 0              | 0      | 0      | –      | 3      |
| 1968/69         | Vitesse         | Nederland       | Eerste divisie   | 29         | 5          | –     | 0     | 0              | 0              | 0      | 0      | –      | 5      |
| 1969/70         | Vitesse         | Nederland       | Eerste divisie   | 31         | 9          | –     | 1     | 0              | 0              | 0      | 0      | –      | 10     |
| 1970/71         | Vitesse         | Nederland       | Eerste divisie   | 30         | 8          | –     | 0     | 0              | 0              | 0      | 0      | –      | 8      |
| 1971/72         | Vitesse         | Nederland       | Eredivisie       | 27         | 0          | –     | 0     | 0              | 0              | 0      | 0      | –      | 0      |
| 1972/73         | Vitesse         | Nederland       | Eerste divisie   | 37         | 7          | –     | 1     | 0              | 0              | 0      | 0      | –      | 8      |
| 1973/74         | Vitesse         | Nederland       | Eerste divisie   | 32         | 5          | –     | 0     | 0              | 0              | 0      | 0      | –      | 5      |
| 1974/75         | Vitesse         | Nederland       | Eerste divisie   | 33         | 9          | –     | 0     | 0              | 0              | 0      | 0      | –      | 9      |
| 1975/76         | Vitesse         | Nederland       | Eerste divisie   | 29         | 4          | –     | 0     | 0              | 0              | 0      | 0      | –      | 4      |
| 1976/77         | Vitesse         | Nederland       | Eerste divisie   | 18         | 1          | –     | 0     | 0              | 0              | 0      | 0      | –      | 1      |
| 1977/78         | Vitesse         | Nederland       | Eredivisie       | 9          | 0          | –     | 0     | 0              | 0              | 0      | 0      | –      | 0      |
| 1978/79         | Vitesse         | Nederland       | Eredivisie       | 6          | 0          | –     | 0     | 0              | 0              | 0      | 0      | –      | 0      |
| Carrière totaal | Carrière totaal | Carrière totaal | Carrière totaal  | 426        | 64         | –     | 2     | 0              | 0              | 0      | 0      | –      | 66     |

## Erelijst
Vitesse
| Nationaal      |    |         |
| Eerste divisie | 1x | 1976/77 |
| Tweede divisie | 1x | 1965/66 |